# Craspodema reflectans
Craspodema reflectans är en rundmaskart som beskrevs av Gerlach 1964. Craspodema reflectans ingår i släktet Craspodema och familjen Cyatholaimidae. Inga underarter finns listade i Catalogue of Life.